# Звіт Фурньє
Звіт Фурньє — збірка записів інквізиції під проводом Жака Фурньє, єпископа Пам'є щодо єретиків, складена між 1318 і 1325 роками. У подальшому Фурньє став папою Бенедиктом XII.

## Допити
Фурньє допитав сотні і записав стенограми кожного допиту. Фурньє також вимагав багато подробиць від тих, хто поставав перед ним для допиту. Більшість із його «клієнтів» були місцевими селянами, тож Звіт можна вважати одним з найбільш ретельних звітів про життя середньовічного селянства. Таким чином записи потрапили до поля зору багатьох вчених, серед яких найвідоміший Еммануель ле Рой Ладюрі, чия новаторська праця з мікроісторії Монтаю значною мірою базується на матеріалах Звіту.
До єпископа Фурньє місцева влада мало уваги приділяла єретикам та, як наслідок, регіон був одним з останніх районів Франції, що став притулком для значної кількості прибічників руху катарів. Фурньє ж розпочав полювання на єретиків одразу після свого призначення та створив новий суд Пам'є. Він особисто контролював майже всі операції. Єпископ украй рідко вдавався до тортур, щоб здобути необхідну йому інформацію, а коли й застосовував знущання, то тільки за прямими вказівками начальства. Основна маса допитів базувалась на красномовстві Фурньє. Ладюрі зазначає, що упродовж 370 днів єпископ провів 578 допитів.
Найсуворішим покаранням було спалення на вогнищі, проте такий вирок виносився вкрай рідко: за часів перебування Фурньє на посту єпископа було спалено тільки п'ятьох єретиків. Більш поширеним покаранням було ув'язнення, а також обов'язок носіння на спині жовтого хреста, як позначались катари. Серед інших покарань було примусове паломництво з конфіскацією майна.
Записи збирались у три етапи:
1. Під час допиту писар робив короткі позначки, занотовуючи основні дані бесіди.
2. Після цього записи розшифровувались похвилинно, надавались тому, відносно кого проводився допит, і останній погоджувався із записаними даними або ж вносив певні зміни чи доповнення.
3. Тільки після цього записи заносились до загальної збірки.

## Обрання Фурньє на папський престол
Після єпископства у Пам'є швидко здійнявся кар'єрними щаблями католицької церкви, сягнувши, зрештою, папського сану. Він зійшов на папський престол під іменем Бенедикта XII 1334 року. Звіт новоспечений папа забрав із собою та розмістив його в бібліотеці Ватикану, де він і залишається донині. Упродовж останніх років повне видання Звіту опубліковано французькою, а також частково перекладено англійською.